# Noël (voornaam)
Noël is een Franse jongensnaam. De naam wordt ook gebruikt als familienaam. De vrouwelijke variant van de voornaam is Noëlla.
De naam is afkomstig van het Franse woord Noël dat kerstmis betekent.
Varianten van de naam zijn Noel, Noèl, Noél, Noêl, Noel en Nöel.

## Bekende naamdragers
- François Noël Babeuf (beter bekend als Gracchus Babeuf), Frans journalist
- Noël Chabanel, Frans missionaris bij de Huronen in Nieuw-Frankrijk
- Noël Coward, Engels toneelschrijver, acteur en componist
- Noël De Pauw, Belgisch wielrenner
- Noël Dejonckheere, Belgisch wielrenner
- Noël Delberghe, Frans waterpolospeler
- Noël Delfosse, Belgisch jurist en politicus voor de liberale partij
- Noël Foré, Belgisch wielrenner
- Noël Geirnaert, Belgisch archivaris en historicus
- Noël Pinot, Frans geestelijke (later heilig verklaard)
- Noël Simons, Nederlands minister ten tijde van koning Willem I
- Noël Slangen, Belgisch communicatieadviseur
- Noël Steen, Belgisch organisator van Rock Torhout.
- Noël Van Clooster, Belgisch wielrenner
- Noël Vantyghem, Belgisch wielrenner
- Noël de Caron, schepen van het vrije Brugge en Nederlands diplomaat
- Noël de Tissot, Franse collaborateur en lid van de Milice française
- Noel Barber, Brits auteur
- Noel Bauldeweyn, Brabants componist
- Noel Beresford-Peirse, Brits legerofficier
- Noel Fielding, Brits acteur en komiek
- Noel Furlong, Brits professioneel pokerspeler en zakenman
- Noel Gallagher, Brits muzikant en bandlid van Oasis
- Noel Nicola, Cubaans zanger en dichter
- Noel O'Grady, Iers muzikant
- Noel Pearson (producer), Iers filmproducent
- Noel Pearson (jurist), Australisch jurist
- Noel Ratcliffe, Australisch golfer
- Noel Redding, Brits muzikant bij o.a. The Jimi Hendrix Experience
- Noel Taylor, Australisch muzikant bij o.a. AC/DC
- Bill Noël, Texaanse oliebaron
- Christian Noël, Frans schermer
- Claude Noel, Canadese hockeyspeler
- David Noel, Amerikaanse basketbalspeler
- Desmond Noel, keeper uit Grenada
- Evan Noel, Brits racketspeler
- Fabrice Noël, Haïtiaanse voetballer
- Magali Noël, Turks-Franse zangeres en actrice
- Paul Noel, Amerikaanse basketbalspeler
- Philip W. Noel, 68ste gouverneur van Rhode Island, Verenigde Staten

## Fictieve naamdragers
- Père Noël, Franse naam voor de kerstman
- Tessa Noël, personage uit  Highlander: The Series